# オットー・リリエンタール
オットー・リリエンタール（Otto Lilienthal 、1848年5月23日 - 1896年8月10日）は、ドイツの初期航空工学（応用空気力学）発展に貢献した航空パイオニアの1人。ユダヤ系ドイツ人。およそ20年に及ぶ鳥の羽根による飛行を研究した上でジョージ・ケイリーによる考案のハンググライダーを実際に作り小高い丘から飛行する無数の試験を行い、その詳細な記録を採った事で知られる。この事から事実上ジョージ・ケイリーが確立した実験手法を引き継いだ功績を持つ。リリエンタールが滑空する様子を撮影した写真が雑誌や新聞に掲載され、飛行する機械が実用化される可能性について科学界や一般大衆へ認知させつつ好意的な考え方をするようになる下地を作ると共にライト兄弟が歩む道を開いた先駆者の一人。

## 生い立ち
プロイセン王国ポメラニア地方アンクラムのスウェーデンから移住したユダヤ系の中流の家に生まれた。両親は8人の子をもうけたが、成人したのはオットー、グスタフ、マリーの3人だけである。オットーとグスタフは生涯にわたって様々なことを一緒に行なった。
アンクラムの中等学校に学び、弟のグスタフ（1849年 - 1933年）と共に鳥の飛び方を研究して有人飛行の発案に魅了された。オットーとグスタフは外付けの飛行翼を制作したが、飛行に失敗した。その後2年間ポツダムの工業学校に通い、プロの設計技師になる前にシュワルツコフ社で訓練を受けた。彼はその後父親の意志に反し、ベルリンの王立技術アカデミーへ参加するつもりだった。
1867年、初期の空気力学の実験を開始したが、普仏戦争に従軍したときに中断した。様々な技術系の会社に技師として雇われ、最初に取得した特許は採掘機に関するものだった。ヴェーバー社に雇われ、彼は空気力学の系統的な実験を開始し、アルプスの崖から飛び降りるためにオーストリアへ引っ越した。ドイツへ戻ると、1878年6月6日にアグネス・フィッシャーと結婚し、その5年後にはボイラーと蒸気機関を作る会社を設立した。1889年、オットーは『飛行技術の基礎としての鳥の飛翔（Der Vogelflug als Grundlage der Fliegekunst）』を出版した。
妻はピアノと声楽を学んでおり、リリエンタールもホルンを演奏し、テノールのよい声で歌った。結婚後はベルリンに住み、4人の子（オットー、アンナ、フリッツ、フリーダ）をもうけた。

## 飛行実験

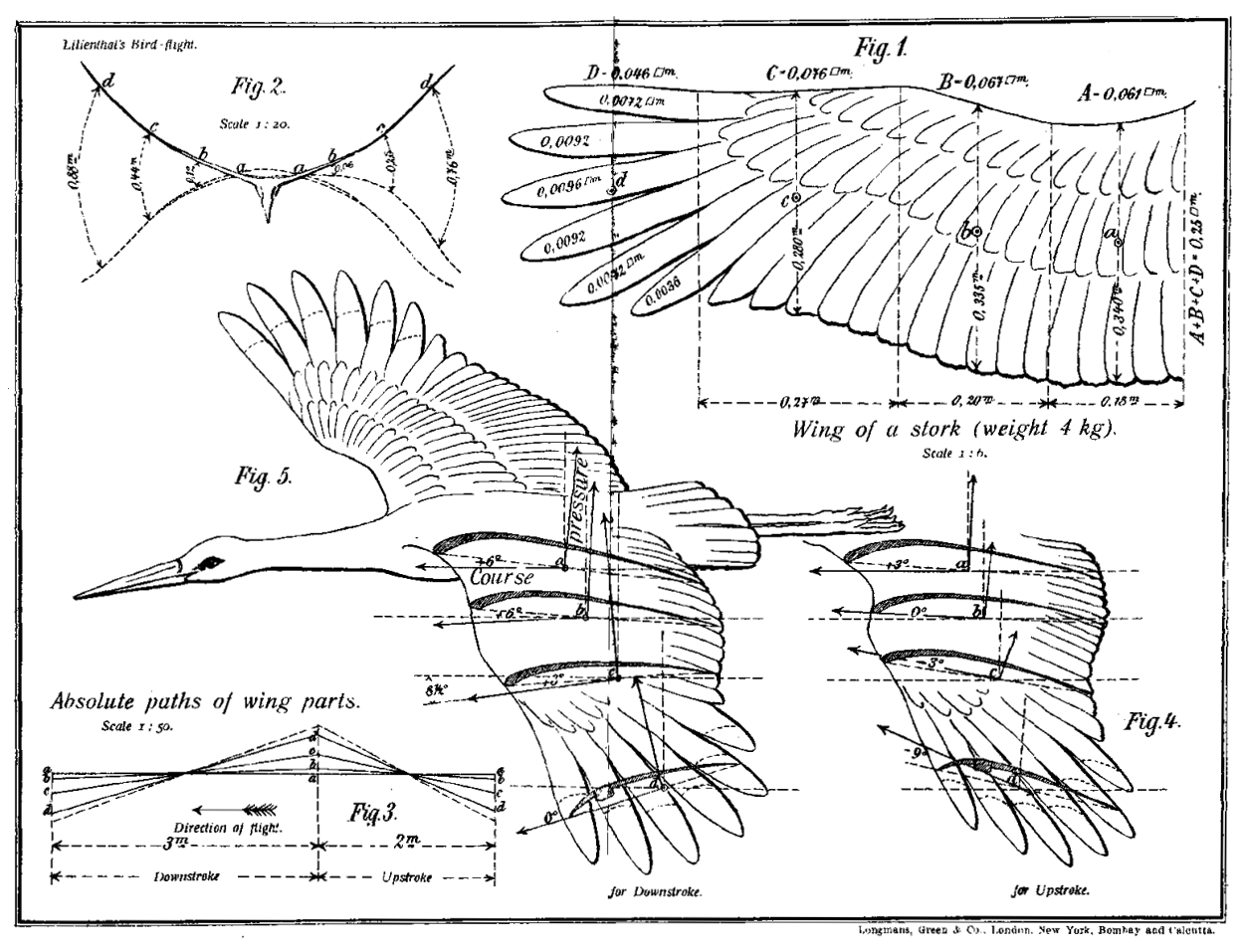
『鳥の飛翔』(1889) にあるシュバシコウの翼の図解

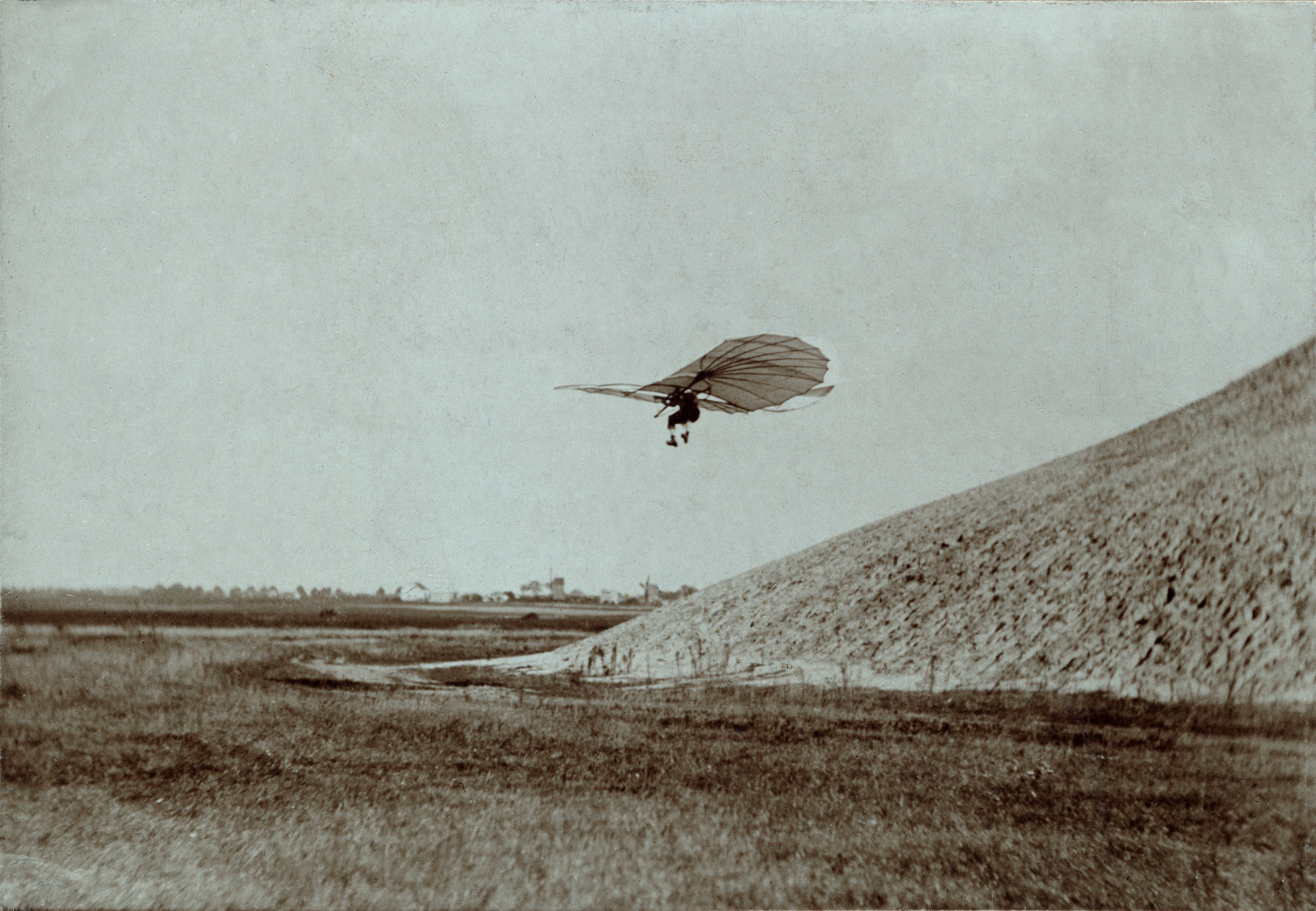
飛行中のリリエンタール（1895年ごろ）

初期には回転アーム（“whirling arm”。風洞とは逆に、静止した空気中で翼模型を回転運動させる実験装置）を利用して、また後には自然風中で翼型の実験を行い、単なる板状の翼型をした平板翼よりも、翼弦の中央付近がふくらんだキャンバ翼の方が高性能であることを示した。
リリエンタール最大の貢献は、空気より重い機体での飛行を成し遂げたことである。ベルリン近郊に人工の丘を造り、そこや自然の丘から飛行実験を行なった。特にリノウ近辺の丘をよく使っていた。
1894年にアメリカで取得した特許では、パイロットが棒を握って操縦するハンググライダーを記している。パーシー・ピルチャーとリリエンタールの考案した操縦用フレームが今日のハンググライダーなどに生かされている。最初に作った Derwitzer で1891年から飛行実験を開始し、弟グスタフと共に自分たちで設計したグライダーで2,000回以上の飛行を行い、1896年にグライダーの墜落で死亡した。総飛行時間は5時間だった。
1891年の実験を開始した時点で、飛行距離は約25m程度だった。丘の上から写真家に一番よいポジションで写真を撮るよう怒鳴り、毎秒10mの向かい風の上昇気流を捉えて飛行した。1893年にはリノウの丘で250mの飛行距離を達成している。この記録はその後自身も破ることができず、彼が亡くなるまで他の人々も破れなかった。
リリエンタールは鳥（特にコウノトリ科）の飛行を正確に描写し、揚抗曲線を使って翼の空気力学特性を表した。信頼できるデータを集めるため、多数の実験を行った。

### プロジェクト

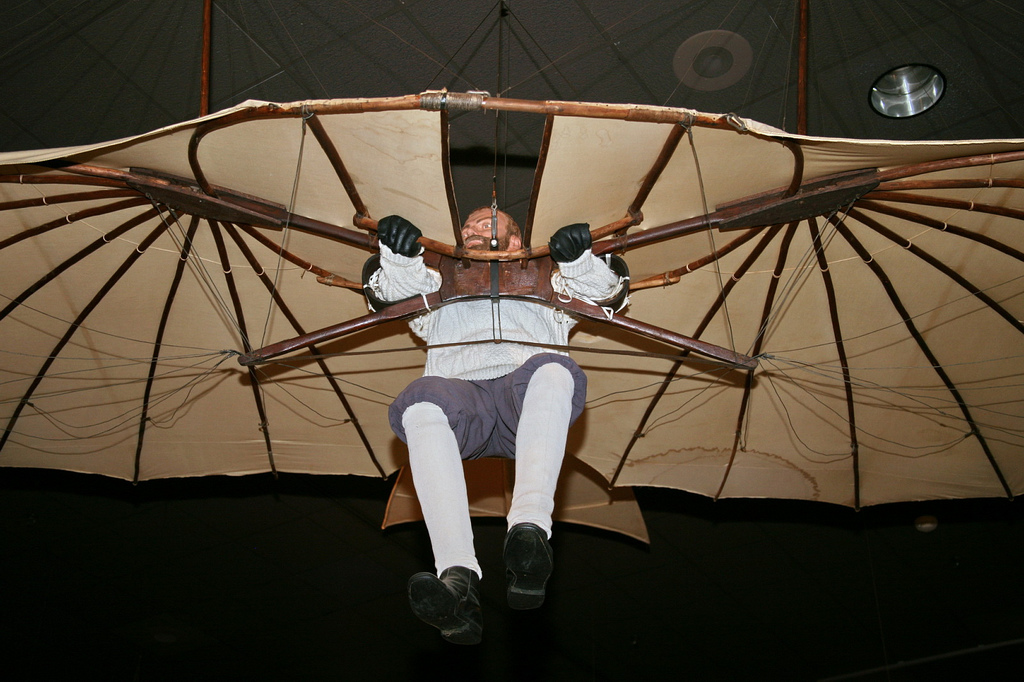
現存する1894年製グライダー6機の1つ。水平尾翼復元を始め各部は修復されている（米国国立航空宇宙博物館）。

有人飛行実験を行ったのは6年ほどだが、その間に単葉機、オーニソプター、複葉機など様々な機種を開発している。安定的飛行を達成するため、重量が均等に分散されるよう注意深く設計している。そして現代のハンググライダーのように、操縦者が身体をずらして重心を移動させることで操縦した。しかし操縦は難しく、失速しやすく、そこから回復させるのは難しかった。その原因の1つは、現代のハンググライダーのように体を機体から吊り下げるのではなく、肩を翼に固定した点である。そのため動かせるのが下半身だけとなり、重心の移動が十分に行えなかった。
リリエンタールは安定性を確保すべく様々なことを試しており、その成功の度合いは様々だった。翼幅を半分にして翼面積を維持する複葉機やちょうつがいで連結された尾翼を持つ機体（着陸時に尾翼を上げることで着陸しやすくした）などがある。また、鳥のように羽ばたく必要があると考え、羽ばたくための動力を備えたオーニソプターも開発しようとした。
| オットー・リリエンタールが製作した飛行機 | オットー・リリエンタールが製作した飛行機 | オットー・リリエンタールが製作した飛行機 | オットー・リリエンタールが製作した飛行機 | オットー・リリエンタールが製作した飛行機 | オットー・リリエンタールが製作した飛行機 | オットー・リリエンタールが製作した飛行機 | オットー・リリエンタールが製作した飛行機                                                           |
| 名称                                     | 日付                                     | 翼                                       | 翼                                       | 翼                                       | グライダー                               | グライダー                               | 注                                                                                                 |
| 名称                                     | 日付                                     | 幅 (ft)                                  | 面積 (sq ft)                             | 最大長 (ft)                              | 長さ (ft)                                | 重量 (kg)                                | 注                                                                                                 |
| ---------------------------------------- | ---------------------------------------- | ---------------------------------------- | ---------------------------------------- | ---------------------------------------- | ---------------------------------------- | ---------------------------------------- | -------------------------------------------------------------------------------------------------- |
| Derwitzer Glider                         | 1891                                     | 25 (later 18)                            | 108 (later 84)                           | 6.6                                      | 12.8                                     | 18                                       | 翼の曲率は長さの1/10                                                                               |
| Südende Glider                           | 1892                                     | 31                                       | 158                                      | 8.2                                      | 3.3                                      | 24                                       | 翼の曲率は長さの1/20                                                                               |
| Maihöhe Rhinow Glider                    | 1893                                     | 22 or 23                                 | 150                                      | 8.2                                      | 14.3                                     | 20                                       | |
| Small Ornithopter                        | 1893-1896                                | 22                                       | 129                                      | 8.2                                      | 5.5                                      |                                          | オーニソプター 炭酸ガスのシリンダーを装備（重量は10kg）                                            |
| Lilienthal Normalsegelapparat            | 1894                                     | 22 - 23                                  | 140-146                                  | 7.9 / 8.2                                | 16.1 - 17.4                              | 20                                       | 少なくとも9機を販売。 ロンドン、モスクワ、ミュンヘン（一部）、ワシントンD.C.の博物館が実物を所蔵。 |
| Sturmflügelmodell                        | 1894                                     | 20                                       | 104                                      | 6.6                                      | 14.8                                     |                                          | ウィーン技術博物館が実物を所蔵。                                                                   |
| Vorflügelapparat                         | 1895                                     | 29                                       | 204                                      | 9.8                                      | 18.4                                     |                                          | |
| Small Biplane                            | 1895                                     | 19.7 / 17.1                              | 104 / 105                                | 7.2 / 6.9                                | 15.7                                     |                                          | 複葉機                                                                                             |
| Big Biplane                              | 1895                                     | 21.6 / 20.7                              | 146 / 112                                | 7.5 / 7.5                                | 16.1                                     |                                          | 複葉機                                                                                             |
| Big Ornithopter                          | 1896                                     | 27.9                                     | 188                                      | 8.2                                      | 17.4                                     |                                          | オーニソプター                                                                                     |

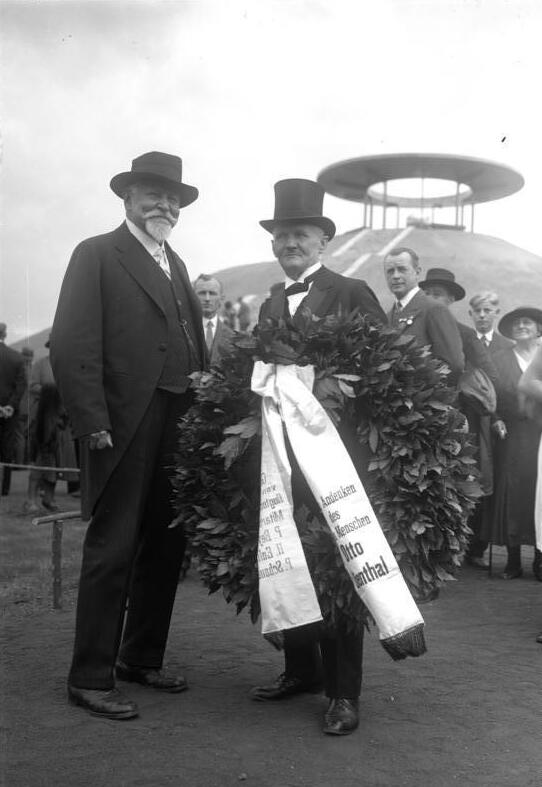
ベルリンの記念碑の除幕式の模様。グスタフ（左）と Paul Baylich。（1932年8月）

一方でリリエンタールは発明家として煙管ボイラー用の小型蒸気機関などを考案した。彼の蒸気機関は当時の小型蒸気機関の中でも安全性が高かった。その発明によって得た利益を飛行実験の資金としている。その発明をしたころ弟グスタフはオーストラリアに住んでおり、1885年にグスタフが帰ってきてから空気力学や飛行の実験を行うようになった。
生涯に25の特許を取得したことが知られている。

### 飛び立った場所
最初に飛行訓練を行なったのは、ベルリン近郊のシュテーグリッツにある "Maihöhe" という丘だった。その丘の頂上に4mの高さの小屋を建て、10mの高さから飛び立てるようにした。小屋はグライダーの保管場所としても使われた。
1884年、自宅付近のリヒターフェルデに "Fliegeberg"（「飛行山」の意）と名付けた円錐形の丘を築いた。きれいな円錐形にしたことで、どの方向から風が吹いていても飛行実験できるようになった。高さは15mである。飛行実験の際には常に見物客が集まった。
1932年、ベルリンの建築家 Fritz Freymüller がその丘を再設計し、リリエンタールの記念碑に作り変えた。頂上には小さな寺院風の建築物が建てられており、わずかに傾斜した丸い屋根を複数の柱で支えている。その中央に有名な飛行の詳細を記した銀色の地球儀が置かれている。没後36周年となる1932年8月10日に除幕式が行われ、弟グスタフと助手だった Paul Baylich も出席した。

## 世界的名声

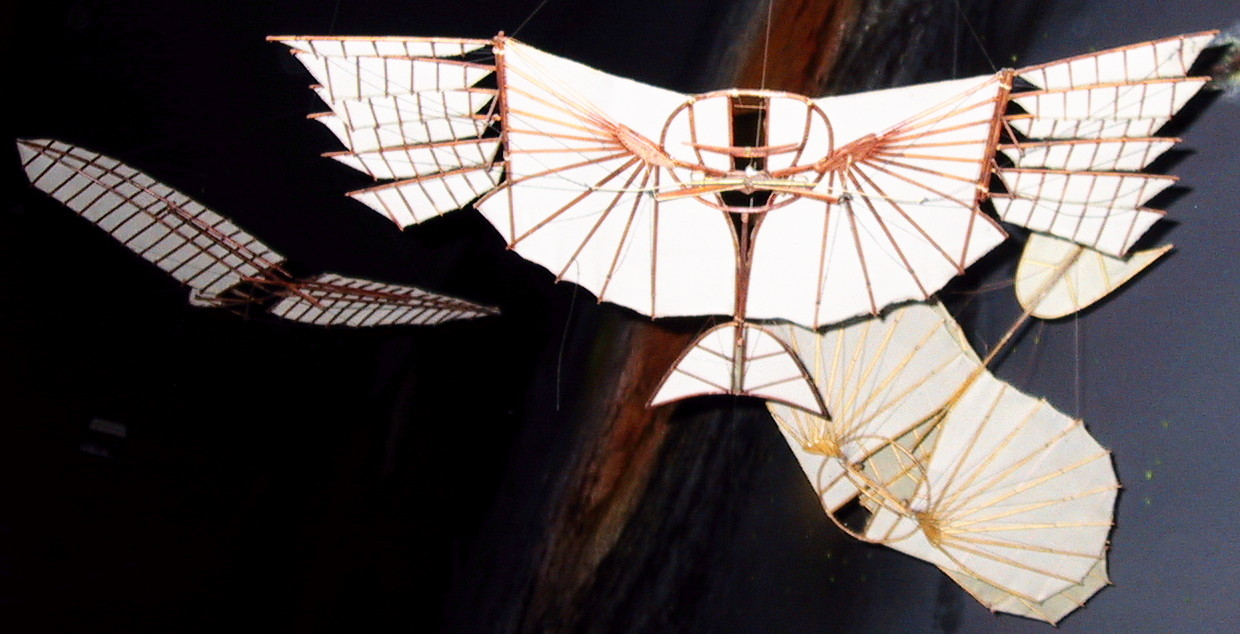
リリエンタールのグライダーの模型

リリエンタールの飛行実験はドイツだけでなく世界中で報道され、その写真が様々な出版物に掲載された。オットマール・アンシュッツといった初期の写真家やアメリカ人物理学者ロバート・ウィリアム・ウッドがリリエンタールの飛行実験の写真を撮影した。
リリエンタールは Verein zur Förderung der Luftschifffahrt（航空振興協会）の会員で、実験の詳細は同協会の会誌 Zeitschrift für Luftschifffahrt und Physik der Atmosphäre に定期的に掲載され、一般週刊誌 Prometheus にも掲載された。それらの翻訳がアメリカ、フランス、ロシアで出版されている。サミュエル・ラングレー（アメリカ）、ニコライ・ジュコーフスキー（ロシア）、パーシー・ピルチャー（イギリス）、ヴィルヘルム・クレス（オーストリア）といった様々な人々が世界中から彼に会いに来た。ジュコーフスキーはリリエンタールの飛行機械が航空分野で最も重要な発明だったと記している。他にもオクターヴ・シャヌートをはじめとする多くの航空パイオニアと会っている。

## 最期の飛行
1896年8月9日、前の週末と同様リノウの丘に向かった。その日はよく晴れていて、あまり暑くなかった（約20℃）。最初の飛行は通常のグライダーを使い、約250mを飛行。4回目の飛行中に失速し、なんとか体勢を立て直そうとしたが失敗し、約15mの高さから墜落。
助手の Paul Beylich がリリエンタールを馬車に乗せて家まで運び、そこで医師の診察を受けた。第三頸椎を損傷しており、間もなく意識不明となっている。同日、ベルリンまで列車で運ばれ、翌朝には当時ヨーロッパで最も手術がうまいと言われていた Ernst von Bergmann の診療所に運び込まれた。そして4時間後（事故発生から36時間後）に死去。グスタフへの最期の言葉は「犠牲は払われなければならない（Opfer müssen gebracht werden）」だった。
没後リリエンタールの遺体はルリンの公共墓地に埋葬された。

## 後世への影響

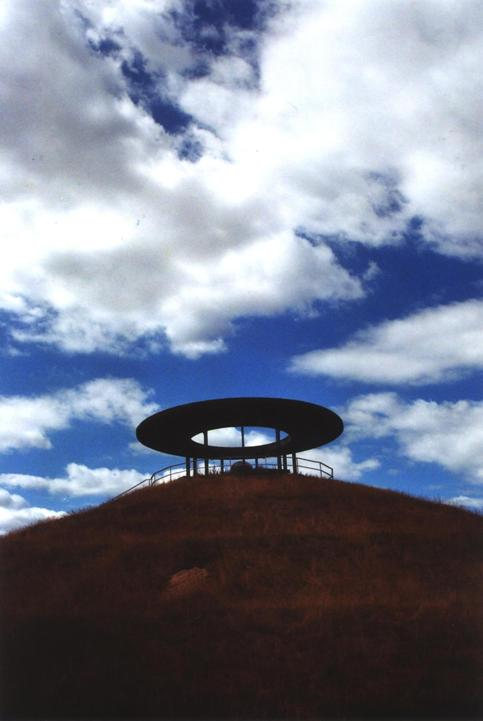
リリエンタールの記念碑（ベルリン、2006年）

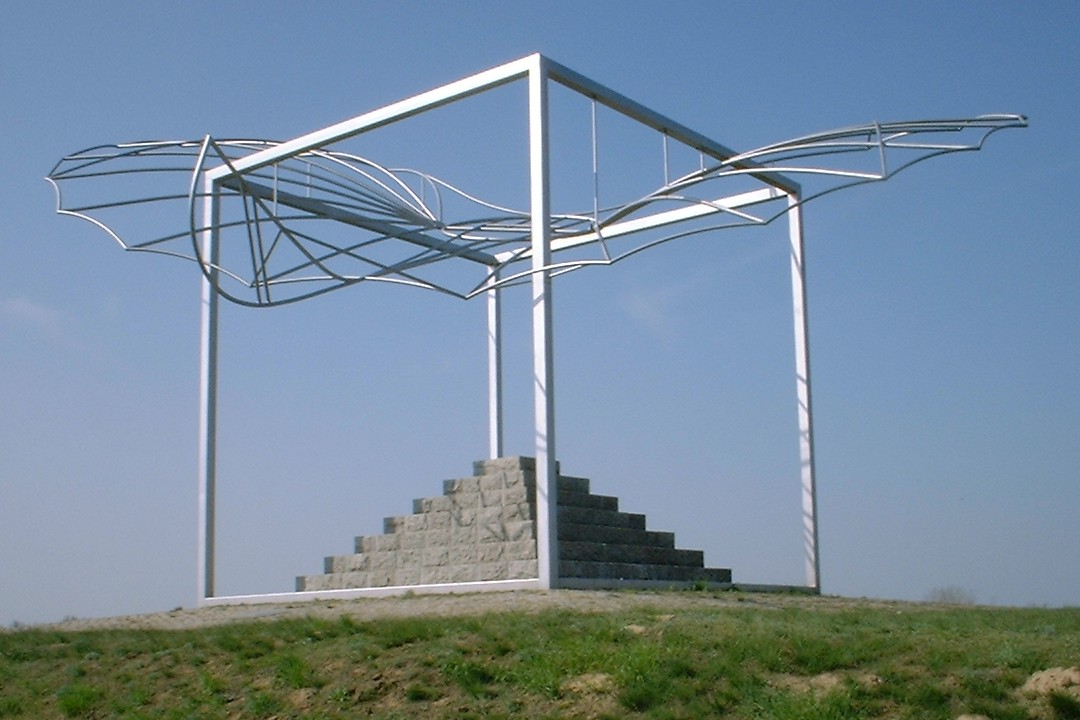
別の記念碑

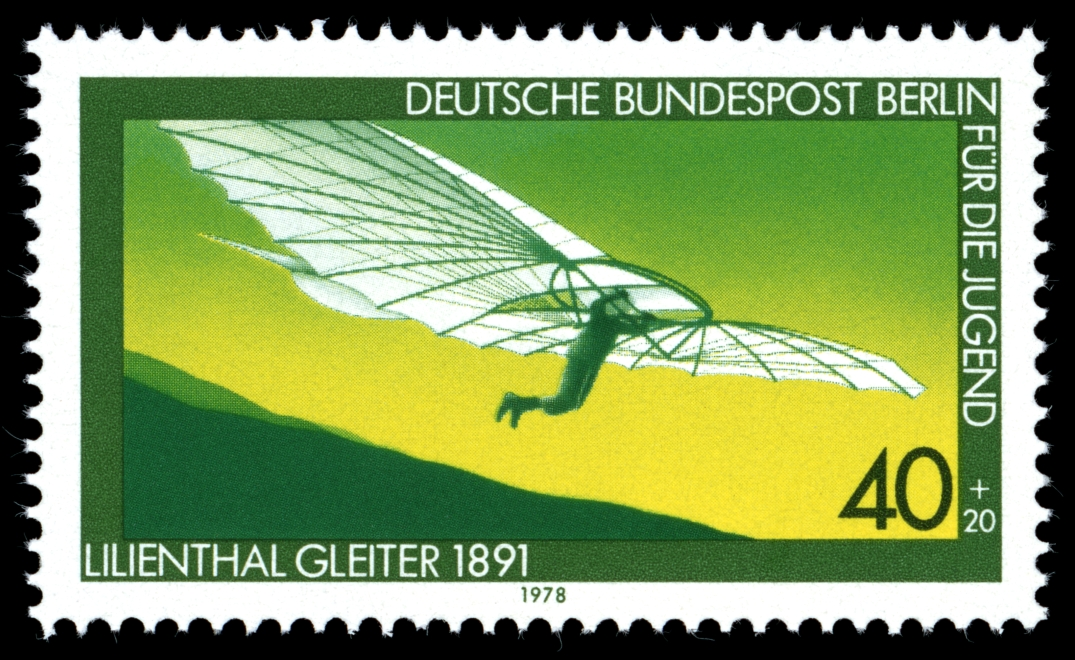
ベルリンで発行された切手(1978)

ベルリン・テーゲル空港は、オットー・リリエンタール空港とも呼ばれている。

### ライト兄弟への影響
1889年に発行した研究資料・実験記録『航空技術の基礎としての鳥の飛行』には、自然風中での実験により得た円弧翼のデータが含まれていた。ライト兄弟は、オクターヴ・シャヌートの手を経て一部が英訳されたこの本を入手し、彼らが「リリエンタールの表」と呼んだこの翼型データも利用して、1900年と1901年にグライダーを製作した。しかしながら、いずれも計算通りの十分な揚力が得られなかった。これは、以下のような点が原因だったとされる。
1. リリエンタールの表は、中央付近がふくらんだ円弧状の翼型、かつ、翼端がとがった翼平面形についてのデータであったのに対して、グライダーには前縁付近がふくらんだ翼型、かつ、ほぼ矩形の翼平面形を採用したこと
2. 不正確なスミートン係数を使用したこと
3. アスペクト比が小さすぎた（これはリリエンタールの表とは直接関係しない）

オットー自身も誤ったスミートン係数を使用しており、ライト兄弟もそれを根拠として使用したと思われるが、計算過程でその影響は打ち消されていたため、「表」の数値そのものは正しかった。ところが、はじめライト兄弟はこれに気づかず、次第に「表」の数値そのものを疑うようになり、結局、自分たちで風洞実験を行って正しいスミートン係数を得た。ただし、彼らも後には「表」が適用できる条件を正しく認識したようである。
19世紀に飛行に取り組んだ人々の中で、オットー・リリエンタールは明らかに最も重要である。… 彼の数百年も前から滑空が試みられてきたことは事実であり、19世紀にもケイリー、スペンサー(en)、ウェナム、ムイヤールといった人々が滑空を試みたが、彼らの試みは全くの失敗であり価値ある結果を生み出さなかった。—ウィルバー・ライト 
1909年9月、オーヴィル・ライトがドイツを訪れテンペルホーフ飛行場で飛行デモンストレーションを行った。その際にリリエンタールの未亡人を招待し、リリエンタールの功績に敬意を表し彼らへの影響を認めた。

### 動力飛行の試み
墜落死の直前期、リリエンタールが動力機の開発に取りかかっていたことは有名である。しかし彼が飛ばそうとしていたのが固定翼機ではなくオーニソプターの一種であったことはあまり知られていない。それは炭酸ガスエンジン（圧縮空気エンジン）を動力としていた。特許取得（1893年）の後、1号機（1894年）と2号機（1896年）が作られた。前者は2馬力の小型機で、後者はその大型化版（翼面積20平方メートル）であった。彼の死の事情を正確に言うと、有名な墜落が起きたのは2号機で動力飛行を試みる前、エンジンを外した状態で滑空試験をしている最中のことであった。
「もしも1896年の墜落事故がなければ、人類初の動力飛行は、ライト兄弟の登場を待つことなくリリエンタールによって成し遂げられていただろう」という論調がかつては有力だった。しかし彼の動力機がオーニソプターであったことから、今日ではその考えは疑問視されている。むしろ、ライト兄弟がリリエンタールの死をきっかけとして自ら飛行機開発に乗り出したそれが人類初の動力飛行を早めたものと言えるかも知れない。
オットーの弟・グスタフ（彼は主に初期の頃、実験の協力者であった）はオットーの死後、その後をついでオーニソプターの研究開発に取り組んだ。グスタフは1933年に病死するまでそれを継続したが、さしたる成果は得られなかったという。

## リリエンタールメダル
滑空機での顕著な功績を称え、1938年以降、国際航空連盟からリリエンタールメダルが授与される。

## ギャラリー
リリエンタールは定期的に飛行（滑空）の様子を写真家に撮影させていた。特にオットマール・アンシュッツが有名である。1891年以降は、自らも飛行の様子を撮影していた。彼の試験飛行を撮影した写真は少なくとも137点あり、中には良質なものもある。全ての現存する写真は Otto Lilienthal Museum のサイトで公開されている。ミュンヘンのドイツ博物館が保管していたネガは、第二次世界大戦中に破壊された。

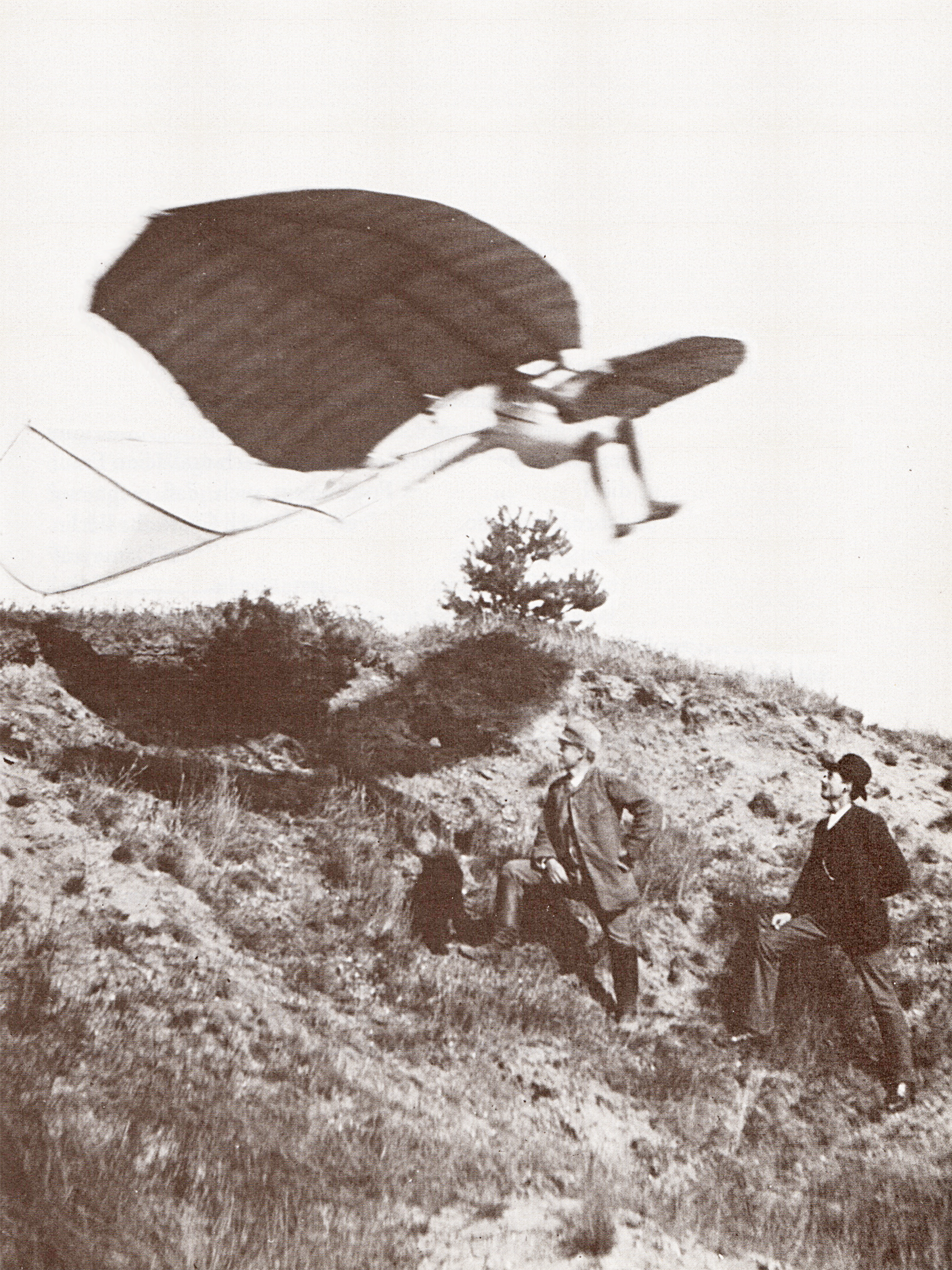
Derwitzer Glider（1891年）
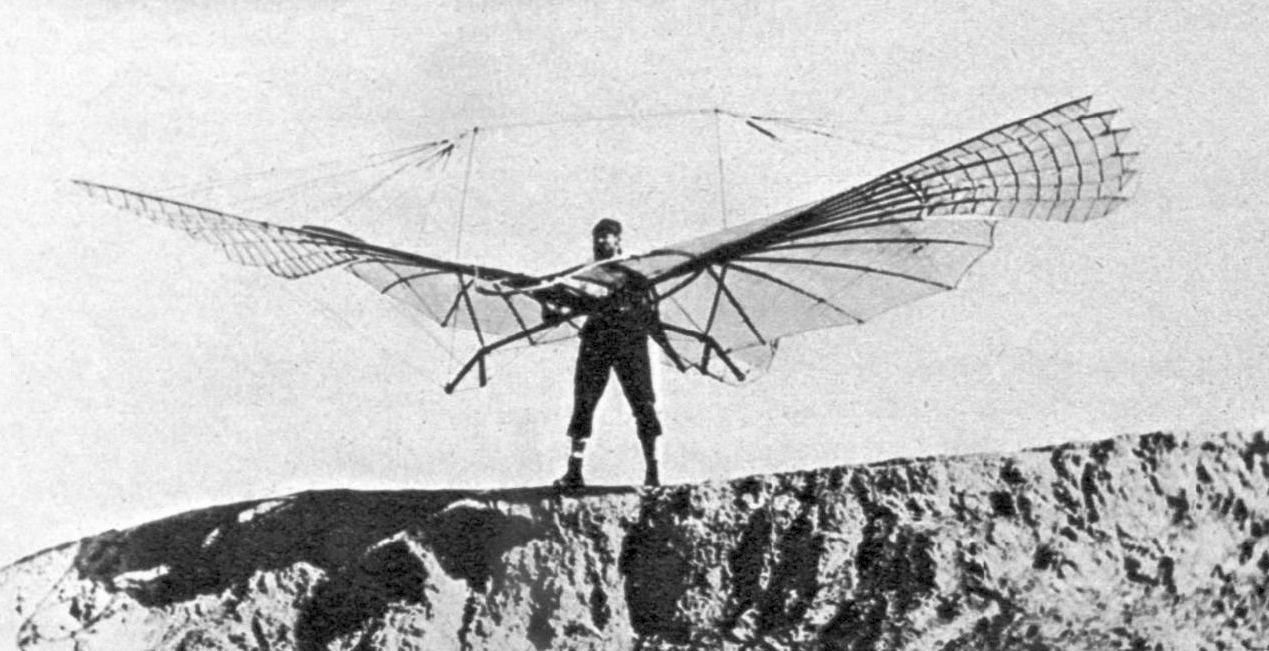
Small Ornithopter（1894年8月16日）
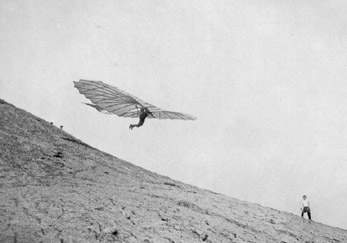
Vorflügelapparat（1895年5月29日）
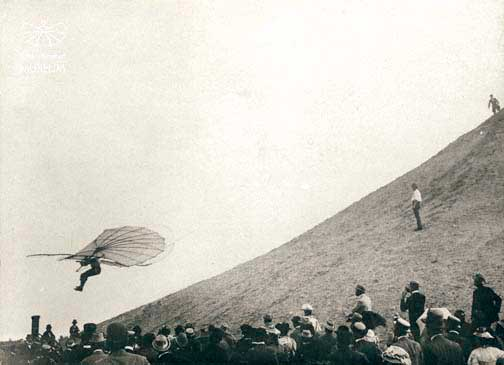
1895年6月29日にベルリン近郊のリッターフェルデで行われた Lilienthal Normalsegelapparat の飛行実験。